# Reni Jusis
Reni Jusis (sinh ngày 29 tháng 3 năm 1974 tại Konin, lớn lên tại Mielno) là một nữ ca sĩ, nhà sáng tác ca khúc và nhà sản xuất nhạc người Ba Lan. Lúc đầu, Jusis chỉ làm nhạc R&B, sau đó chuyển hướng sang phong cách electronic dance trong những album về sau. Sau 10 năm hoạt động nghệ thuật, cô hiện sáng tác nhạc bằng piano.

## Lịch sử hoạt động

### Đầu sự nghiệp
Reni Jusis bắt đầu biểu diễn rất sớm từ khi cô còn bé. Cô gặt hái thành công đầu tiên với chiến thắng tại một cuộc thi âm nhạc ở địa phương. Sau đó cô biểu diễn trong một trong những nhóm nhạc nhí nổi tiếng nhất tại Ba Lan, Gawęda.
Jusis được đào tạo âm nhạc bài bản. Ban đầu cô học chơi piano tại trường tiểu học và trường trung học chuyên về âm nhạc. Năm 1993, cô biểu diễn trong vở nhạc kịch Fatamorgana ("Mirage") với phần nhạc do người bạn học Adam Sztaba của cô thể hiện tại Baltycki Teatr Dramatyczny ở Koszalin. Đây là bước đầu tiên trong sự nghiệp âm nhạc của cô, bởi tại đây cô đã được nhà sản xuất nhạc kiêm rapper Yaro phát hiện.
Yaro trao cho Reni cơ hội hát đệm trong ban nhạc rock của anh và về sau hai người đã đi tour cùng nhau. Họ cũng nảy sinh tình cảm và thành một cặp. Cuối cùng Yaro thay đổi đội hình và phong cách của ban nhạc. Anh bắt đầu đưa nhạc rap vào còn Reni hát những câu điệp khúc. Họ còn hỗ trợ cho rapper nổi tiếng nhất tại Ba Lan là Liroy. Nhờ có anh mà họ gặp nhạc sĩ jazz người Ba Lan nổi tiếng nhất thế giới Michal Urbaniak, chính ông đã giúp họ trau dồi về mặt nghệ thuật. Thậm chí cùng nhau họ đã sáng tác một ít bài hát nhưng chúng chưa bao giờ được phát hành. Tuy nhiên Urbaniak đã giới thiệu Jusis cho các hãng đĩa nhạc của Ba Lan, giúp cô có được giao kèo thu âm với chi nhánh của EMI Music tại Ba Lan. Năm 1997 Yaro và Reni phát hành album Yazzda với bài hit đình đám Rowery dwa ("Two Bikes").

### Sản phẩm solo đầu tay
Sau thành công kể trên, Yaro bắt đầu thực hiện album solo đầu tay của Reni được phát hành vào năm kế tiếp. Kết quả là bài hit Zakrecona ("Twisted") đình đám ra đời và được chọn làm tựa cho album. Album là sự kết hợp của các dòng R&B, funk và hip-hop. Tất cả các ca khúc chủ yếu do Reni sáng tác cùng Yaro. Năm đó Jusis cũng tốt nghiệp học phần chỉ huy hợp xướng từ Nhạc viện tại Poznań. Năm 1999 album Zakrecona đã giành 3 giải Fryderyk của ngành công nghiệp âm nhạc Ba Lan: Sản phẩm đầu tay của năm, Bài hát của năm va Album Rap/Hip-Hop của năm. Reni vừa có được danh tiếng vừa được giới trong nghề tôn trọng. Tuy nhiên những mâu thuẫn nghệ thuật và đời tư đã làm chấm dứt mối quan hệ hợp tác giữa Yaro và Reni.

## Danh sách đĩa nhạc
| Tựa          | Chi tiêt album                                                                            | Vị trí xếp hạng cao nhất | Chứng chỉ        |
| Tựa          | Chi tiêt album                                                                            | POL                      | Chứng chỉ        |
| ------------ | ----------------------------------------------------------------------------------------- | ------------------------ | ---------------- |
| Zakręcona    | - Phát hành: 20 tháng 6 năm 1998 - Hãng đĩa: Pomaton EMI - Định dạng: CD, tải kĩ thuật số | —                        | - POL: 50 + Vàng |
| Era Renifera | - Phát hành: 6 tháng 11 năm 1999 - Hãng đĩa: Pomaton EMI - Định dạng: CD, tải kĩ thuật số | —                        |                  |
| Elektrenika  | - Phát hành: 21 tháng 6 năm 2001 - Hãng đĩa: Pomaton EMI - Định dạng: CD, tải kĩ thuật số | 23                       |                  |
| Trans Misja  | - Phát hành: 25 tháng 8 năm 2003 - Hãng đĩa: Pomaton EMI - Định dạng: CD, tải kĩ thuật số | 4                        |                  |
| Magnes       | - Phát hành: 5 tháng 6 năm 2006 - Hãng đĩa: Pink Pong Records - Định dạng: CD             | 4                        |                  |
| Iluzjon      | - Phát hành: 27 tháng 4 năm 2009 - Hãng đĩa: Universal Music Poland - Định dạng: CD       | 8                        |                  |
| Bang!        | - Phát hành: 15 tháng 4 năm 2016 - Hãng đĩa: Sony Music Poland - Định dạng: CD            | 21                       |                  |
| Ćma          | - Phát hành: 21 tháng 9 năm 2018 - Hãng đĩa: Sony Music Poland - Định dạng: CD            | 31                       |                  |